# 小松施泰因山

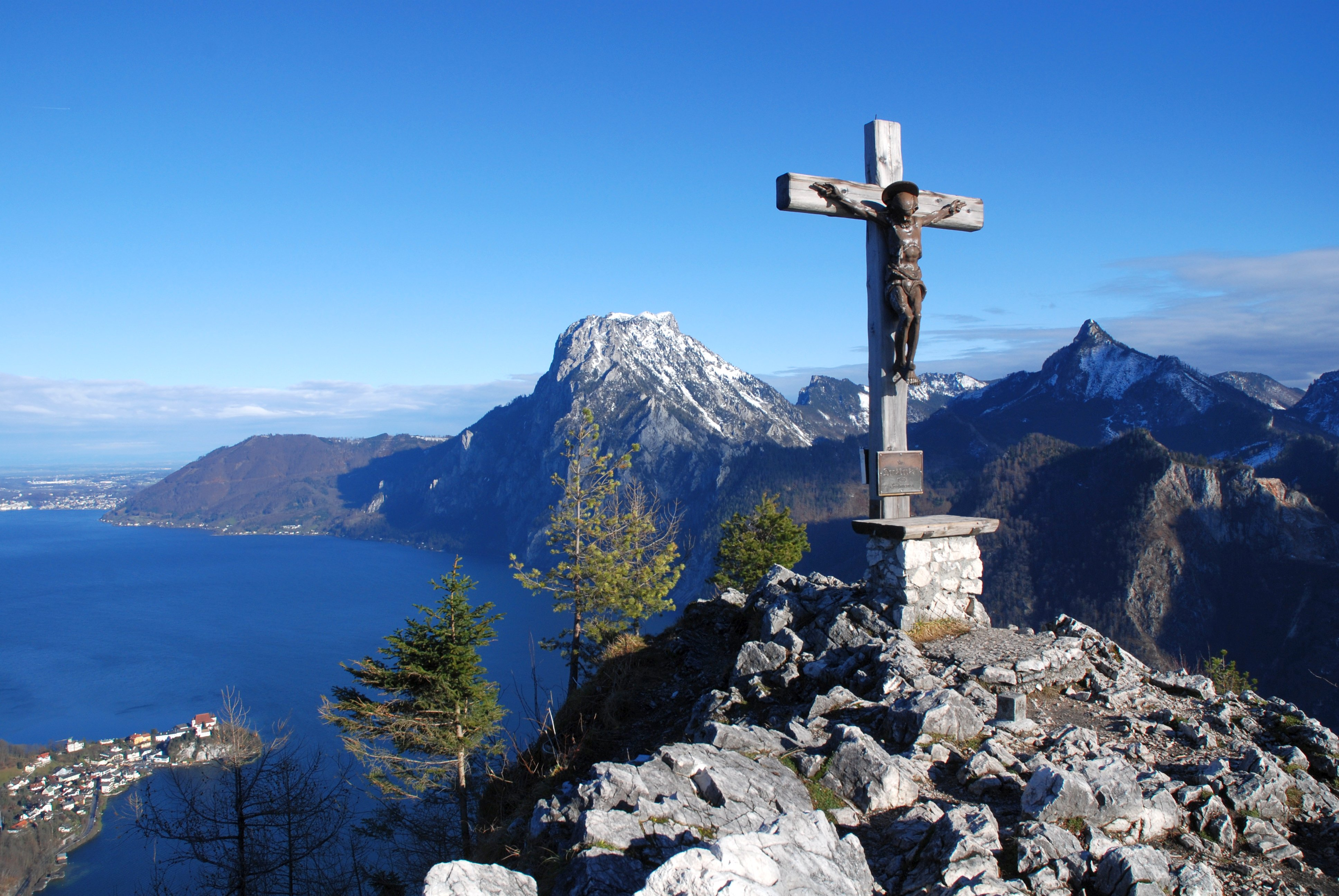

47°49′44″N 13°47′7″E / 47.82889°N 13.78528°E
小松施泰因山（德語：Kleiner Sonnstein），是奧地利的山峰，位於該國北部，由上奧地利州負責管轄，屬於薩爾茲卡默古特山脈的一部分，海拔高度923米，每年平均降雨量1,801毫米。